# Мітягін Олександр Петрович
Олекса́ндр Петро́вич Мітя́гін (28 травня 1979 — 28 серпня 2014) — молодший сержант батальйону патрульної служби міліції особливого призначення «Дніпро-1» МВС України, учасник російсько-української війни.

## Життєпис
Народився 1979 року в місті Новомосковськ (Дніпропетровська область). Закінчив новомосковську ЗОШ № 18. Мама працювала медсестрою; батько — вчитель історії. Пройшов строкову службу в лавах ЗСУ; працював в правоохоронних органах, потім — інкасатором у «Приватбанку». Займався паверліфтингом (він і його брат Олексій — майстри спорту) та стрибками з парашутом у молодіжному десантному клубі «Батя»; відновив спортивний зал.
Міліціонер, 4-й взвод 1-ї роти; батальйон патрульної служби міліції особливого призначення «Дніпро-1».
28 серпня 2014-го загинув у бою під Новоазовськом біля села Маркине — розвідувальна група натрапила на передовий підрозділ кадрових російських військових, які зайшли на територію України.
Після бою Мітягіна не знайшли ні серед поранених, ані серед убитих. Тоді ж поліг Дмитро Пермяков — вояків полонили та розстріляли. Станом на грудень 2014 року перебував в списках полонених.
Після тривалих пошуків ідентифікований серед загиблих за експертизою ДНК. 17 серпня 2015 року похований у місті Новомосковськ.
Без Олександра лишились дружина та син; брат Олексій.

## Нагороди та вшанування
- Указом Президента України № 622/2015 від 3 листопада 2015 року, «за особисту мужність і високий професіоналізм, виявлені у захисті державного суверенітету та територіальної цілісності України, вірність військовій присязі», нагороджений орденом «За мужність» III ступеня (посмертно)[4].
- У Новомосковську вулицю Боженка (провулок Боженка) перейменовано на вулицю Олександра Мітягіна (провулок Олександра Мітягіна).
- Рішенням Новомосковської міської ради № 1302 від 24 липня 2020 року присвоєно звання «Почесний громадянин міста Новомосковська» (посмертно)[5].
- Його портрет розміщений на меморіалі «Стіна пам'яті полеглих за Україну» у Києві: секція 3, ряд 5, місце 26
- Вшановується 29 серпня на щоденному ранковому церемоніалі вшанування українських захисників, які загинули цього дня у різні роки внаслідок російської збройної агресії[6]
- нагрудний знак «Лицарський хрест Доблесті» 2 ступеню
- На його честь перейменовано вулицю в Новомосковську
- Майстер спорту України з паверліфтингу[7]